# Aleksander Morawski
Aleksander Józef Morawski (ur. 27 lutego 1877 w Stasiowej Woli, zm. 13 grudnia 1930 w Zamościu) – podpułkownik Korpusu Sądowego Wojska Polskiego, prawnik, polityk, działacz państwowy II Rzeczypospolitej.

## Życiorys
Urodził się 27 lutego 1877 we wsi Stasiowa Wola, w ówczesnym powiecie rohatyńskim Królestwa Galicji i Lodomerii, w rodzinie ziemiańskiej. Ukończył Gimnazjum im. Stefana Batorego we Lwowie. W latach 1895–1900 student Wydziału Prawa Uniwersytetu Lwowskiego. W 1908 uzyskał doktorat na tym uniwersytecie. 
W latach 1918–1923 pełnił służbę w Wojsku Polskim. Był referentem sądowo-prawnym Frontu Południowo-Wschodniego, a 10 sierpnia 1920 został mianowany referentem sądowo-prawnym Frontu Środkowego. W latach 1921–1922 był radcą prawnym Polskiej Misji Wojskowej w Paryżu. 8 stycznia 1924 został zatwierdzony w stopniu podpułkownika ze starszeństwem z 1 czerwca 1919 i 6. lokatą w korpusie oficerów rezerwy sądowych. 
W latach 1924–1925 naczelnik wydziału w Urzędzie Wojewódzkim w Kielcach, po przewrocie majowym 1926–1927 wicewojewoda, od 28 października 1927 do 30 października 1928 wojewoda stanisławowski.
Wiceprezes powiatowej grupy BBWR w Zamościu. Od 1928 do śmierci prowadził kancelarię notarialną w Zamościu. Zmarł 13 grudnia 1930 w Zamościu.